# Barrio Nuevo (Cúllar)
Barrio Nuevo es una localidad y pedanía española perteneciente al municipio de Cúllar, en la provincia de Granada, comunidad autónoma de Andalucía, situada en la parte nororiental de la comarca de Baza. A ocho kilómetros del límite con la provincia de Almería, cerca de esta localidad se encuentran los núcleos de Venta Quemada, Aguaderico Segundo, Aguaderico Tercero, Tarifa, Pulpite y Las Vertientes.